# Karl Prill
Karl Prill (Berlín, 22 d'octubre de 1864 - Klosterneuburg, Baixa Àustria, 15 d'agost de 1931) fou un violinista i director d'orquestra alemany.
Va rebre les primeres lliçons del seu pare, i amb els seus germans Emil i Paul viatjaren per Alemanya, Rússia, Dinamarca i Suècia donant concerts, després fou deixeble de Joachim, i entrà com a solista en l'orquestra Brenner i després en la Bilse. De 1883 a 1885 fou concertador de l'orquestra Bilse, de Berlín, i després dirigí la Orquestra del Gewandhaus, de Leipzig, i el 1891 l'Òpera Estatal de Viena i la Filharmònica de concerts de la mateixa capital. Amb Siebert, Ruzitsta i Sulzer fundà un quartet d'instruments d'arc.